# SPARQL
SPARQL (рекурсивный акроним от англ. SPARQL Protocol and RDF Query Language) — язык запросов к данным, представленным по модели RDF, а также протокол для передачи этих запросов и ответов на них. SPARQL является рекомендацией консорциума W3C и одной из технологий семантической паутины. Предоставление SPARQL-точек доступа (англ. SPARQL-endpoint) является рекомендованной практикой при публикации данных во всемирной паутине.

## Стандарты W3C
Обзор: http://www.w3.org/standards/techs/sparql (англ.)
- SPARQL 1.1 Overview (англ.) — Обзор языка запросов SPARQL
- SPARQL 1.1 Query Language (англ.) — Команда языка SPARQL для запроса данных
- SPARQL 1.1 Update (англ.) — Команда языка SPARQL для изменения данных
- SPARQL 1.1 Service Description (англ.) — Описание сервиса для выполнения запросов на языке SPARQL
- SPARQL 1.1 Federated Query (англ.) — Запросы на языке SPARQL к нескольким источникам данных
- SPARQL 1.1 Query Results JSON Format (англ.)
- SPARQL 1.1 Query Results CSV and TSV Formats (англ.)
- SPARQL Query Results XML Format (Second Edition) (англ.)
- SPARQL 1.1 Entailment Regimes	Recommendation (англ.)
- SPARQL 1.1 Protocol (англ.)
- SPARQL 1.1 Graph Store HTTP Protocol (англ.)

## Общая схема запроса
Как и в SQL, SPARQL декларирует не только чтение, но и манипуляцию данными. Стандарт SPARQL Update описывает команды INSERT и DELETE для добавления и удаления триплетов в хранилище. Однако, обе эти команды оперируют той или иной выборкой, так что основа SPARQL — это команда SELECT.
Общая схема SPARQL-запроса SELECT выглядит так:
```
PREFIX

  
# префиксные объявления - служат для указания сокращений URI, 

  
# используемых в запросе.

FROM
 
...

  
# источники запроса - определяют какие RDF-графы запрашиваются.

SELECT
 
...

  
# состав результата - определяет возвращаемые элементы данных.

WHERE
 
{...}

  
# шаблон запроса - определяет, что запрашивать из набора данных.

ORDER BY
 
...

  
# модификаторы запроса - ограничивают, упорядочивают, преобразуют результаты запроса.

```

## Преимущества
SPARQL позволяет пользователям писать глобально однозначные запросы. Например, следующий запрос возвращает имена и адреса электронной почты каждого человека в мире:
```
PREFIX
 
foaf
:
 
<http://xmlns.com/foaf/0.1/>

SELECT
 
?name
 
?email

WHERE
 
{

 
?person
 
a
 
foaf
:
Person
.

 
?person
 
foaf
:
name
 
?name
.

 
?person
 
foaf
:
mbox
 
?email
.

}

```

Приведённые параметры используются для описания человека, включённого в FOAF. Это иллюстрирует видение Семантической паутины как единой огромной базы данных. Каждый идентификатор в SPARQL, URI, глобально однозначен, в отличие от «email» или «e-mail», обычно используемых в SQL.
Этот запрос может быть распределён на несколько конечных точек SPARQL, разных компьютеров, и сбор результатов осуществляется процедурой, известной как федеративный поиск.

## Формы запросов
Язык SPARQL определяет четыре различных варианта запросов для различных целей:
SELECT запрос
Извлекает необработанные значения из точки доступа SPARQL и возвращает результаты в формате таблицы.
CONSTRUCT запрос
Извлекает информацию из точки доступа SPARQL в формате RDF и преобразовывает результаты к определённой форме.
ASK запрос
Формирует запрос типа Истина/Ложь.
DESCRIBE запрос
Получает описание RDF-ресурса. Реализация поведения DESCRIBE-запросов определяется разработчиком точки доступа SPARQL.
Каждая из этих форм запроса содержит блок WHERE для указания ограничений, хотя в случае запроса DESCRIBE этот блок не является обязательным.

## Ключевые слова
Ниже приведена часть используемых ключевых слов в SPARQL запросах, полный перечень доступен в официальной документации.
PREFIX — служит для сокращения URI.
OPTIONAL — обозначает необязательный шаблон.
GRAPH — применяет шаблон к именованным графам.
DISTINCT — обеспечивает уникальность решений в ответе на запрос.
LIMIT — задаёт максимальное количество выводимых результатов.
OFFSET — опускает в результате первые n решений.
ORDER BY — позволяет отсортировать результат по возрастанию (ASC()) или по убыванию (DESC()).

## Сравнение языков запросов к RDF
- DQL — основан на XML, запросы и результаты выражаются в DAML+OIL;
- N3QL — основан на Нотации 3;
- R-DEVICE;
- RDFQ — основан на XML;
- RDQ — похож на SQL;
- RDQL — похож на SQL;
- SeRQL — похож на SQL, близок к RDQL;
- Versa — компактный синтаксис (не SQL), исключительно для 4Suite (язык Python).

## Версии
SPARQL 1.0 стал стандартом в январе 2008 и включал:
SPARQL 1.0 Язык запросов;
SPARQL 1.0 Протокол;
SPARQL Формат результатов XML.
SPARQL 1.1 является актуальной версией и включает:
SPARQL язык запросов и протокол обновлены до 1.1;
SPARQL 1.1 Обновления;
SPARQL 1.1 HTTP-протокол для управления RDF графами;
SPARQL 1.1 Описания служб;
SPARQL 1.1 Логические следствия(Entailments);
SPARQL 1.1 Основные Федеративные запросы.

## Пример
Другой пример запросов SPARQL: «Найти даты выхода серий всех сезонов сериала „Клан Сопрано“»:
```
 
PREFIX
 
dbpo
:
 
<http://dbpedia.org/ontology/>

 
SELECT
 
*

 
WHERE

 
{

  
?e
 
dbpo
:
series
         
<http://dbpedia.org/resource/The_Sopranos>
.

  
?e
 
dbpo
:
releaseDate
   
?date
.

  
?e
 
dbpo
:
episodeNumber
  
?number
.

  
?e
 
dbpo
:
seasonNumber
   
?season
.

 
}

 
ORDER BY
 
DESC
(
?date
)

```

Переменные обозначаются префиксом «?» или «$».
Чтобы сделать запросы краткими, SPARQL позволяет определять префиксы и основные URI способом, подобным Turtle. В этом запросе префикс «dbpo» обозначает «http://dbpedia.org/ontology/».

## Точка доступа SPARQL
Точка доступа SPARQL — это служба, поддерживающая протокол запросов SPARQL. Точка доступа позволяет пользователю делать запросы к базе знаний. Сервер обрабатывает запрос и возвращает ответ в некотором, обычно машиночитаемом, формате. Таким образом, точки доступа SPARQL в первую очередь являются API к базам знаний, а представление результатов должно быть реализовано программным обеспечением вызывающей стороны.
Различают два вида точек доступа: общего назначения и локальные.
Точки доступа общего назначения могут производить запросы по любым указанным RDF-документам, находящимся в Сети. А локальные точки доступа способны получать данные только от одного ресурса.

### Примеры
- Пример точки доступа SPARQL.
- Список точек доступа SPARQL

## Автоматическое исполнение запросов
На данный момент для ряда языков программирования существует возможность вызывать SPARQL-запросы, существуют инструменты, позволяющие подключать и в полуавтоматическом режиме строить SPARQL-запросы для точки доступа SPARQL, например ViziQuer.